# Otto von Emmich
Albert Theodor Otto von Emmich (Minden, 4. kolovoza 1848. -  Hannover, 22. prosinca 1915.) je bio njemački general i vojni zapovjednik. Tijekom Prvog svjetskog rata zapovijedao je s X. korpusom na Zapadnom i Istočnom bojištu.

## Vojna karijera
Otto von Emmich rođen je 4. travnja 1848. u Mindenu u njemačkoj pokrajini Westfaliji. U prusku vojsku stupio je 1866. godine, te je s činom poručnika sudjelovao u Prusko-francuskom ratu u kojem je odlikovan i Željeznim križem. Nakon toga služi u raznim vojnim jedinicama. Čin pukovnika dostigao 1891. godine, general bojnikom je postao 1901. godine, dok je 1905. godine promaknut u čin general poručnika kada je postao i zapovjednikom 10. pješačke divizije smještene u Posenu (danas Poznanj u Poljskoj). U svibnju 1912. promaknut je u generala pješaštva, te postaje zapovjednikom X. korpusa smještenog u Hannoveru na čijem čelu dočekuje i početak Prvog svjetskog rata.

## Prvi svjetski rat
Na početku Prvog svjetskog rata Emmichov X. korpus bio je u sastavu 2. armije kojom je zapovijedao Karl von Bülow. Emmich je dobio zadatak da zauzme tvrđavu Liège. Zapovijedajući posebno formiranom Armijom Meuse i 60.000 ljudi Emmich je nakon desetodnevne bitke uspio zauzeti tvrđavu i grad Liège, te otvoriti prostor za daljnje njemačko napredovanje kroz Belgiju. Za zauzimanje Liègea Emmich je 7. kolovoza 1914. odlikovan ordenom Pour le Mérite postavši time prvi njemački zapovjednik koji je u Prvom svjetskom ratu dobio taj prestižni orden. Nakon zauzimanja Liègea Emmich sa X. korpusom sudjeluje u operacijama oko Reimsa.
U travnju 1915. X. korpus je premješten na Istočno bojište u sastav 11. armije kojom je zapovijedao August von Mackensen. Emmich zapovijedajući X. korpusom sudjeluje u ofenzivi Gorlice-Tarnow, te zauzimanju Lemberga.

## Smrt
U ranu jesen 1915. Emmich se teško razbolio, te ga je na mjestu zapovjednika X. korpusa zamijenio Walther von Lüttwitz. Emmich se vratio u Njemačku kako bi se oporavio, ali se njegovo zdravstveno stanje pogoršalo. Preminuo je 22. prosinca 1915. godine u 68. godini života u Hannoveru. 

## Vanjske poveznice
(eng.) Otto von Emmich na stranici Prussianmachine.com

(eng.) Otto von Emmich na stranici Historyofwar.org

(rus.) Otto von Emmich na stranici Hrono.ru

(njem.) Otto von Emmich na stranici Deutsche-biographie.de

(njem.) Otto von Emmich na stranici Deutschland14-18.de  Arhivirana inačica izvorne stranice od 4. ožujka 2016. (Wayback Machine)